# Pidonia flaccidissima
Pidonia flaccidissima là một loài bọ cánh cứng trong họ Cerambycidae.